# Todd Creek
Todd Creek è un centro abitato (census-designated place) degli Stati Uniti d'America, situato nella contea di Adams dello stato del Colorado. Nel censimento del 2000 la popolazione era di 1.299 abitanti.

## Geografia fisica
Secondo i rilevamenti dell'United States Census Bureau, Todd Creek si estende su una superficie di 30,2 km².